# Taléghan
Taléghan est le chef-lieu de la préfecture Taléghan dans la province d'Alborz, en Iran. Les autochtones de Taleghan parlent les dialectes tats qui viennent directement de la langue dailamite.

Un village à Taléghan. Juin 2018.